# Europamästerskapen i terränglöpning
Europamästerskapen i terränglöpning hade premiär 1994.

## Upplagor
| År   | Stad                                | Land           |
| ---- | ----------------------------------- | -------------- |
| 1994 | Alnwick, England                    | Storbritannien |
| 1995 | Alnwick, England                    | Storbritannien |
| 1996 | Charleroi                           | Belgien        |
| 1997 | Oeiras                              | Portugal       |
| 1998 | Ferrara                             | Italien        |
| 1999 | Velenje                             | Slovenien      |
| 2000 | Malmö                               | Sverige        |
| 2001 | Thun, Berns kanton                  | Schweiz        |
| 2002 | Medulin                             | Kroatien       |
| 2003 | Edinburgh, Skottland                | Storbritannien |
| 2004 | Heringsdorf, Mecklenburg-Vorpommern | Tyskland       |
| 2005 | Tilburg                             | Nederländerna  |
| 2006 | San Giorgio su Legnano              | Italien        |
| 2007 | Toro                                | Spanien        |
| 2008 | Bryssel                             | Belgien        |
| 2009 | Dublin                              | Irland         |
| 2010 | Albufeira                           | Portugal       |
| 2011 | Velenje                             | Slovenien      |
| 2012 | Szentendre                          | Ungern         |
| 2013 | Belgrad                             | Serbien        |
| 2014 | Samokov                             | Bulgarien      |
| 2015 | Hyères-Toulon                       | Frankrike      |
| 2016 | Chia                                | Italien        |
| 2017 | Šamorín                             | Slovakien      |
| 2018 | Tilburg                             | Nederländerna  |
| 2019 | Lissabon                            | Portugal       |
| 2021 | Dublin                              | Irland         |
| 2022 | Turin                               | Italien        |
| 2023 | Bryssel                             | Belgien        |
| 2024 | Antalya                             | Turkiet        |
| 2025 | Lagoa                               | Portugal       |